# USS Nautilus (SSN-571)
| АПЧ типу «Наутілус»        | АПЧ типу «Наутілус»                                 | АПЧ типу «Наутілус»                                 |
| -------------------------- | --------------------------------------------------- | --------------------------------------------------- |
| USS Nautilus (SSN-571)     |                                                     |                                                     |
|                            |                                                     |                                                     |
|                            |                                                     |                                                     |
| Під прапором               | США                                                 | США                                                 |
| Закладений                 | 14 червня 1952 (1 човен)                            | 14 червня 1952 (1 човен)                            |
| Спуск на воду              | 21 січня 1954                                       | 21 січня 1954                                       |
| Виведений зі складу флоту  | 3 березня 1980 р                                    | 3 березня 1980 р                                    |
| Сучасний статус            | музейний експонат з 1982 р.                         | музейний експонат з 1982 р.                         |
| Проєкт                     |                                                     |                                                     |
| Тип ПЧ                     | АПЧТ                                                | АПЧТ                                                |
| Розробник проєкту          | Electric Boat                                       | Electric Boat                                       |
| Класифікація НАТО          | Nautilus                                            | Nautilus                                            |
| Основні характеристики     |                                                     |                                                     |
| Швидкість (надводна)       | 20 вузлів (38 км/год)                               | 20 вузлів (38 км/год)                               |
| Швидкість (підводна)       | 23 вузлів (43 км/год)                               | 23 вузлів (43 км/год)                               |
| Гранична глибина занурення | 90 м                                                | 90 м                                                |
| Автономність плавання      | 75 днів, 150000 миль (245 000 км ходу)              | 75 днів, 150000 миль (245 000 км ходу)              |
| Екіпаж                     | 105—111 осіб                                        | 105—111 осіб                                        |
| Розміри                    |                                                     |                                                     |
| Довжина найбільша (по КВЛ) | 97,4 м                                              | 97,4 м                                              |
| Ширина корпусу найб.       | 8,4 м                                               | 8,4 м                                               |
| Середня осадка (по КВЛ)    | 7,9 м                                               | 7,9 м                                               |
| Озброєння                  |                                                     |                                                     |
| Торпедно- мінне озброєння  | 6 носових ТА калібру 21 дюймів — 533 мм, 24 торпеди | 6 носових ТА калібру 21 дюймів — 533 мм, 24 торпеди |
| Зображення на Вікісховищі  |                                                     |                                                     |

«Наутилус» (англ. USS Nautilus (SSN-571)) — перший у світі підводний човен з ядерним реактором у ВМС США і у світі. У 1958 році цей човен вперше у світі виконав похід на Північний полюс.

## Американська ядерна програма
Американська програма будівництва ядерних енергетичних установок була запозичена в Третього Рейху, яка тоді не була реалізована німцями. В США вона була під кодовою назвою «Мангеттенський інженерний район» (англ. Manhattan Engineer District), і стала більш відомою під назвою «Мангеттенський проєкт».

### Витоки ядерної програми
Коли в 1938 році Отто Ган і Фріц Штрассман відкрили явище поділу ядра атома , котре давало можливість звільняти гігантські обсяги енергії, це викликало хвилювання вчених усього світу Один з них був доктор Джордж Пеграм з Колумбійського університету — один з провідних фізиків США. У 1939 році Пеграм звернувся до адмірала. Гарольда Г. Боуена, начальника інженерів ВМС США, який курував військову науково-дослідну лабораторію NRL, з проханням про зустріч з вченими ВМФ, щоб обговорити можливість практичного використання розщеплення урану. Результатом стало створення планів атомоходів для ВМС США.
Один з учасників цієї зустрічі був доктор Росс Ганн (Gunn), винахідник і керівник електротехнічної лабораторії. Ганн попросив у адмірала Боуена грант у $ 1500, щоб почати роботи з дослідження явища розщеплення ядра атому. Ці кошти були виділені і склали перші 1500 доларів, витрачених на ядерну програму США. Після проведення попередніх досліджень, Ганн зробив першу доповідь для ВМФ про ядерні енергетичні установки для підводних човнів. Цей звіт за чотири місяці відправили на ім'я президента Сполучених Штатів Франкліна Рузвельта, як і знаменитий лист Альберта Ейнштейна, де він закликав розпочати програму створення ядерної зброї.
1 червня 1939 в своєму меморандумі на ім'я директора «Морської дослідної лабораторії», Ганн заявив, що дослідна ядерна енергетична установка для військово-морських сил не потребує кисню, що значно збільшить можливості бойових підводних човнів. Він також застеріг, що при роботі по цій програмі (ядерних енергетичних установок) доведеться зіткнутися з багатьма проблемами і невизначеностями, перш за все, знайти спосіб поділу легких атомів урану-235, «Науково-дослідна лабораторія ВМС» запросила взяти участь і численні цивільні науково-дослідні центри із завданням розвивати технології виділення атомів урану-235.
З січня 1941 почав роботу над цією проблемою також і Філіп Абельсон з Інституту Карнегі. У липні того ж року Абельсон почав працювати в «Науково-дослідній лабораторії ВМС», де разом з Ганном вони розробили порівняно простий і ефективний метод розділення ізотопів урану, з виділенням урану-235. У 1940 році в Saturday Evening Post була опублікована стаття про відкриття нового джерела енергії, в мільйони разів більшого, ніж все, що було відомим до того на Землі, автором якої був Вільям Лоуренс. Після опису існуючих досліджень у цій області, Лоуренс писав: «малоймовірно, що цей вид енергії можливий для використання для вибуху».
З розгортанням військових подій в Європі, США усвідомили загрозу, що несла ядерна програма у Німеччині, в результаті чого — разом з Великою Британією — прийняти спільну програму будівництва ядерної бомби під кодовою назвою «Manhattan Project». Ця програма призвела до практичної зупинки робіт над атомними підводними човнами для ВМФ, але результати напрацювань Ганна і Абельсона були негайно взяті для Мангеттенського проєкту і адаптовані для використання в їх Національною лабораторією Оук-Ридж, штаті Теннессі.
Через два дні після капітуляції Японії в 1945 році, Ганн і Абельсон за відкриття процесу поділу урану були нагороджені.

### Після Другої світової війни
У серпні 1944 року глава Мангеттенського проєкту генерал Леслі Гровс заснувала комітет з п'яти осіб з метою визначення потенціалу використання мирного використання ядерної енергії. Голова комітету став декан Каліфорнійського технологічного інституту і головний науковий радник генерала Гровса Річард Толмен. Інші члени комітету були дві цивільні особи та два морських офіцери. У серпні того ж року, члени комісії зустрілися в Морський дослідній лабораторії з Ганном і Абельсоном, які стверджували, що програма ядерних енергетичних установок повинна отримати найвищий пріоритет в доповіді, складеній комітетом. В грудні 1944 року комітет підготував офіційний доповідь, в котрій говорилося: «уряд повинен ініціювати і підтримувати актуальні проєкти, дослідження, науково-дослідницькі зусилля, щоб забезпечити енергію з ядерних джерел для військових кораблів». Через рік, після війни, Сенат США призначив «Спеціальну комісію з атомної енергії», перед котрою доповідав зокрема і Росс Ганн. Де Ганн заявив: «Найважливішим завданням атомної енергетики на Землі є забезпечення обертання гвинта для руху кораблів».
19 листопада 1945 року в доповіді ВМС (написаної Ганном і Абельсоном) були описані переваги і недоліки ядерних енергетичних установок для підводних човнів:
- Необмежений радіус дії;
- Можливість проведення тривалі підводні роботи при збереженні хороших умов життя для екіпажу;
- Висока швидкість, надводна і підводна;
- Відсутність потреби дозаправки пального в морі — достатньо проводити її раз на рік;
- Немає необхідності заряджати акумуляторні батареї;
- Покращення співвідношення кількості енергії до ваги і габаритів;
- Немає необхідності в підйомі до поверхню або використання шноркеля для того, щоб зарядити акумулятор;
- Управління та обслуговування схоже на те, який використовується на кораблях з традиційним рушієм;
- Чистота на кораблі (наприклад, відсутність дизельного палива);
- Немає необхідності перебудовувати кораблі, за винятком носової частини, призначеної для установки реактора;
- Операції простіші, ніж для дизельних суден;
- Можливе надійне обслуговування.

У доповіді також вказано на два недоліки цього типу рушія:
- через «отруйне середовище» в реакторі туди не може бути доступу для людей, таким чином є необхідність для дистанційного керування;
- Нездатність зробити ремонт реактора в морі, ремонт в цьому відсіку може бути зроблений тільки в спеціально обладнаному доку.

Після війни, Ганн з Абельсоном використовували проєкти німецьких підводних човнів типу XXVI. Здебільшого ця робота не привела до значущих рішень, застосовуваних на практиці, тільки запозичили ідею використання металевого сплаву натрію і калію у до передачі тепла від реактора до парової турбіни. Доповідь, названа «Атомна енергія підводного човна», що містила зокрема результати цієї роботи, була представлена на флоті в березні 1946 року і була взята до уваги керівництвом ВМС США.
Окрім цього там було вказано на потребу співпрацювати з «Мангеттен Engineering District», що посприяє будівництву підводних човнів, що працюють на ядерній енергії. Такі човни здатні працювати на глибині 1000 футів (305 м), і являють собою ідеальну платформу носіїв ракет оснащених ядерними зарядами.
«Управління військово-морських досліджень» вказало на три можливих типи майбутніх підводних човнів:
- Малі навчальні підводні човни;
- Середні човни-винищувачі (1200—1500 тонн водозаміщення);
- Великі ракетні кораблі (від 2400 до 3000 тонн) для оснащення ракетами з ядерними боєголовками.

Представлені в цій статті човни-винищувачі планувалися з підводною швидкістю плавання від 20 до 25 вузлів (38-47 км/год) і г глибиною занурення до 2000 футів (610 м), а також з доброю маневровістю. Передбачалося, що обидва човни, винищувачі і ракетоносці, будуть оснащуватися ядерною енергетичною установкою. Були представлені ескізи тих човнів і їх рушіїв, їх описи, однак, це були в основному теоретичні та наукові припущення. Хоча висловлювані Ганном і Абельсоном ідеї просування ядерної енергетики мало багато прихильників у ВМФ, однак, в той час ще не було ніяких інженерних робіт на новому типі приводу. Проте Гровс і підтримав програму ядерних енергетичних установок для військово-морського флоту, котре мало важливе значення для програми створення ядерної зброї. Очікувалося що час розробки і побудови ядерного рушія займе приблизно 5 років.

## Проєктування
У липні 1951 року Конгрес виділив кошти на будівництво першого човна з ядерною установкою, і незабаром були укладені контракти з Electric Boat і Combustion Engineering Company по розробці і розвитку підхожого реактора. Реактори-прототипи повинні були бути побудовані на землі для того, щоб використовувати їх як моделі для вивчення особливостей їх роботи і обслуговування, та придатність для встановлення на кораблі.
Подальші прототипи повинні були бути побудовані в габаритах, щоб бути частиною корабля, для того, щоб вмістити їх і уникнути проблем при установці реактора.
Інженери Electric Boat розробили детальний проєкт корпусу човна, а потім підписали контракт з ВМФ для його будівництва. В результаті для цього човна був запроєктований ядерний реактор потужністю 15 000 к.с. Реактор-прототип мав призначення S1W, а реактор для човна — S2W. Човен проєкту, розроблений Electric Boat, планувався з надводною водотоннажністю 3180 тонн і підводною у 3500 тонн, з довжиною на рівні 324 футів (98,7 м).

## Будівництво
14 червня 1952 під час публічної церемонії закладання на верфі Electric Boat, президент Гаррі Трумен офіційно розпочав процес будівництва човна названого «Наутілусом». Тоді президент Трумен залишив свої ініціали на сталевій пластині для легкого корпусу човна.

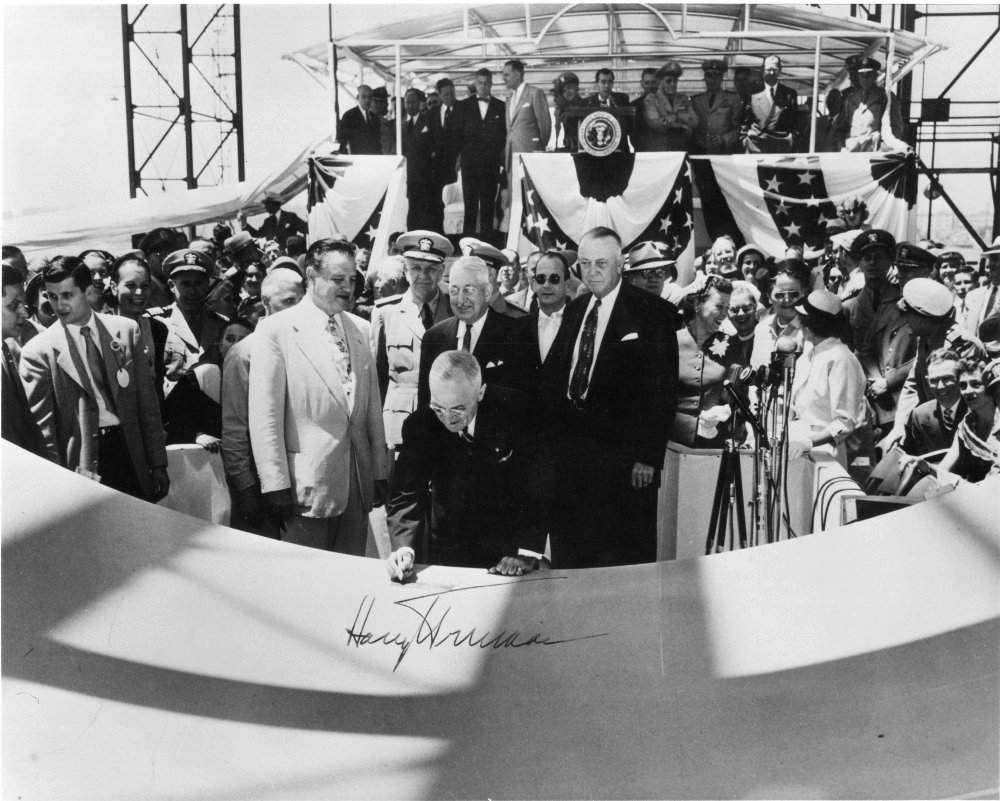
Президент Гаррі Трумен під час церемонії закладки човна

Загалом, «Наутілус» має конструкцію, аналогічну конструкції німецьких підводних човнів типу XXVI за винятком рубки. Він мав округлий ніс і форму корпусу й корму з двома гвинтами. Великий діаметр човна (8,5 метра) забезпечував великий простір всередині, з трьома поверхами в більшій частини корпусу. Корпус був частковий подвійний, реакторний відсік був продовжений до легкого корпусу, що забезпечувало і додатковий спосіб охолодження реактора. Проєкт скоротив запас плавучості до 16 відсотків. В носі човна був торпедний відсік з шістьма торпедними апаратами і 26-ма торпедами і великий пасивний гідролокатор BQR-4A, в нижній частині, і активний гідролокатор AN/SQS-4, у верхній частині.
При будівництві човна розглядали як варіант установку ракетної пускової установки SSM-N-8 Регул, але у зв'язку з спричиненням тією установкою ускладнення будівництва човна, було прийнято рішення від неї відмовитися.
Служити на «Наутілусі» мали 12 офіцерів і 90 інших членів екіпажу. Для яких були значно покращені умови проживання. Човен був навіть оснащений обладнанням для виготовлення морозива, розливу Кока-Коли і музичною системою.

## Служба

### Пропагандистське «введення в експлуатацію»
«Наутілус» офіційно переданий флоту без ходових випробовувань 30 вересня 1954, і ще протягом наступних трьох місяців залишалася пришвартованим до пірса верфі Electric Boat. Урочиста церемонія була організованою як пропаганда ВМС США. Ядерний реактор запущений вперше 30 грудня 1954 року, а 17 січня 1955 року човен вперше відплив від пристані. Одразу виявилися незначні проблеми, які були швидко усунуті, і човен поплив по річці Thames River (Коннектикут) під командуванням Юджина Вілкінсона.

### Перші випробування

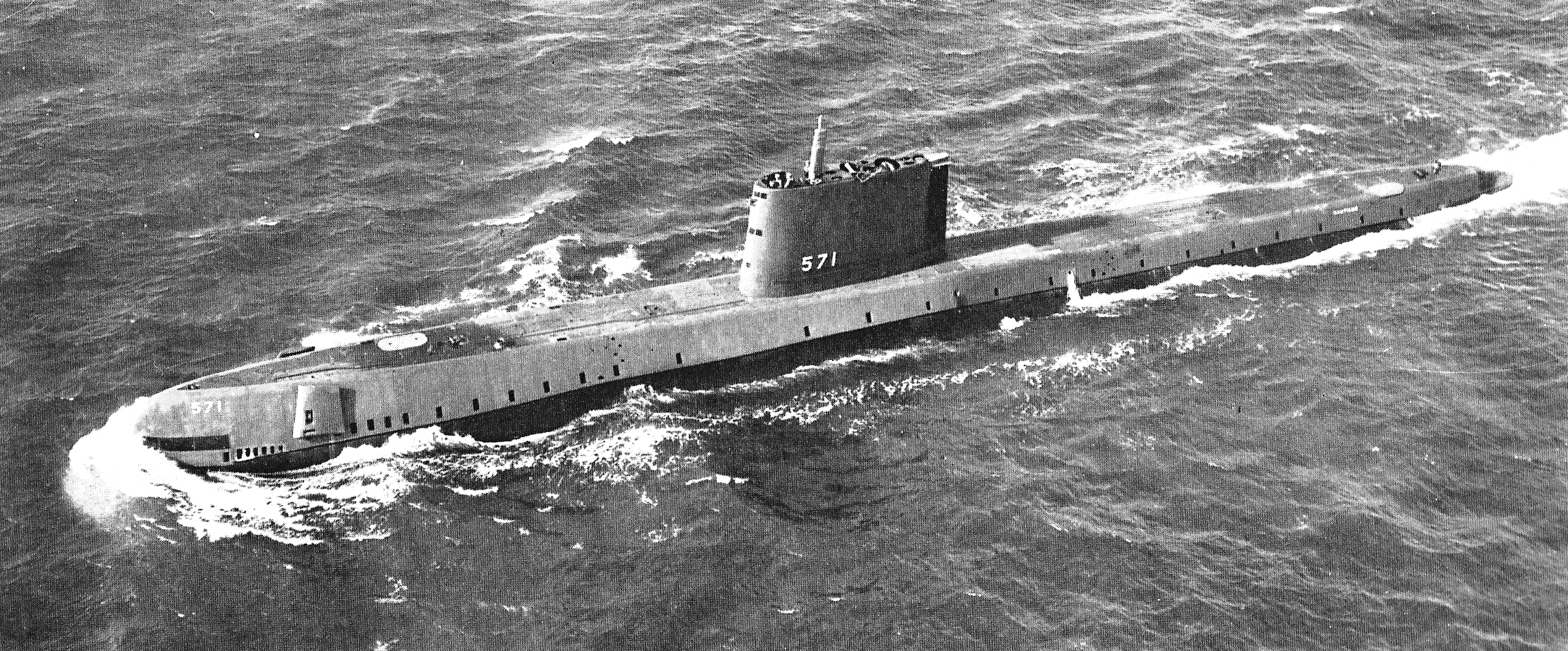
«Наутілус» на першому випробуванні

Випробування корабля виявилася величезним успіхом в плані продуктивності корабля. Пізніше «Наутілус» виконав найшвидшу подорож під водою в історії — коли за 90 годин, з середньою швидкістю 15,3 вузла, подолав відстань у 1381 морських миль (2559 км), між основою базою підводних човнів Нью-Лондоні і Сан-Хуані в Пуерто-Рико. У наступні походи «Наутілус» випробовувався на більших швидкостях, близьких до його максимальної швидкості, котрі в той час були великим досягненням. Ці тести показали переваги ядерних силових установок для підводних човнів — «Наутілус» був у стані дуже швидко зблизитися з противником або віддалитися від нього, маючи дуже хорошу маневровість у всіх трьох вимірах — незалежно від погодних умов на поверхні. Також виявилася, його здатність швидше вражати цілі наявними у цей час в розпорядженні ВМС США торпедами з самонаведенням, при пусках на крейсерській швидкості руху. Крім того, на відміну від тодішніх звичайних підводних човнів не було потребі дбати про стан заряду батареї корабля — цей човен міг плисти тижнями при максимальній швидкості, в той час як звичайні човни мали таку можливість тільки протягом кількох годин.

### Проблеми
«Наутілус» створював великі шуми. Їх основні джерела були значні вібрації, спочатку з невідомих причин. У ході дослідження цієї проблеми, інженери виявили надмірну вібрацію корпусу судна зі швидкістю, що перевищує 16 вузлів. Це створювало небезпеку руйнування човна. Крім того використання гідролокаторів на швидкостях вище 8 вузлів ставало неможливим. Ця ситуація знижувала бойову ефективність в ступені достатній, щоб кинути виклик всім перевагам ядерної енергетики. Човен незабаром був модернізований, щоб усунути джерела високих шумів, однак, за словами одного з військово-морських істориків, навіть після усунення руйнівної вібрації для корпусу, судно було й надалі дуже шумним і його легко було виявити ворогові. Тому надалі човен залишився тільки лабораторією для вивчення шуму, створюваних його енергетичною установкою.

### Похід на Північний полюс
Після декількох походів на краю Арктики під льодом і однієї перерваної спроба допливти до Північного полюсу, човен після відправлення з військово-морської бази Перл-Гарбор, 3 серпня 1958 року проплив під Північним полюсом і доплив до Великої Британії. Це був першим в історії успішним досягненням кораблем вершини світу. Полярний похід був здійснений за прямою вказівкою президента Дуайта Ейзенхауера, який сподівалися відновити таким чином імідж США, як світового лідер у технології, після радянських успіхів у 1957—1958 роках, в освоєні космосу.

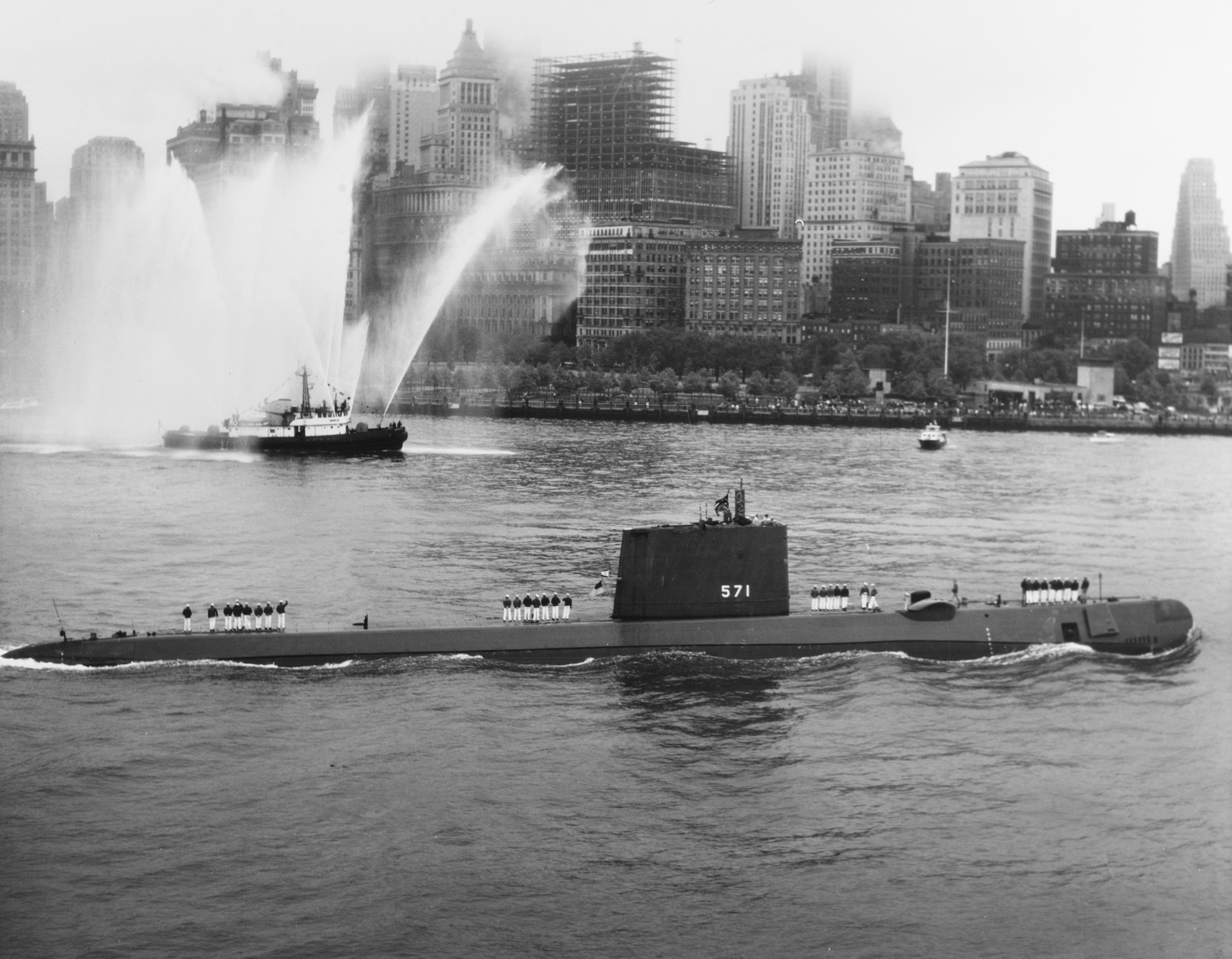
«Наутілус» у Нью-Йорку

Цей похід проводився під керівництвом капітана Вільяма Андерсона, і проводилася в умовах суворої таємності. Човен йшов протягом чотирьох днів під льодом, пройшовши 1830 морських миль (3390 км), і сплив біля Ісландії. Виходить так що човен йшов з швидкістю не менше 19 вузлів (36 км/год).
Після спливання командира човна Андерсона було доставлено вертольотом з бази військово-морської авіації ВПС США «Кеплавік» в Ісландії у Вашингтон в Білий дім, для вручення орденом Почесного Легіону — другої нагороди в ранзі найвищих для американців у мирний час. Після церемонії, Андерсон таким же чином відбув назад на борт свого човна, що привело до святкування на Портленді у Великій Британії.

## Командири
- Євген Вілкінсон (1954—1957)
- Вільям Р. Андерсон (1957—1959)
- Ландо Зах (1959—1962)
- Джеффрі Метсель (1962—1963)
- Френсіс Фогарті (1963—1967)
- Норман Гріггс (1967—1970)
- Девід Кодефілд (1970—1972)
- Алекс Анконе (1972—1976)
- Ричард Ріддель (1976—1980)

## Припинення служби

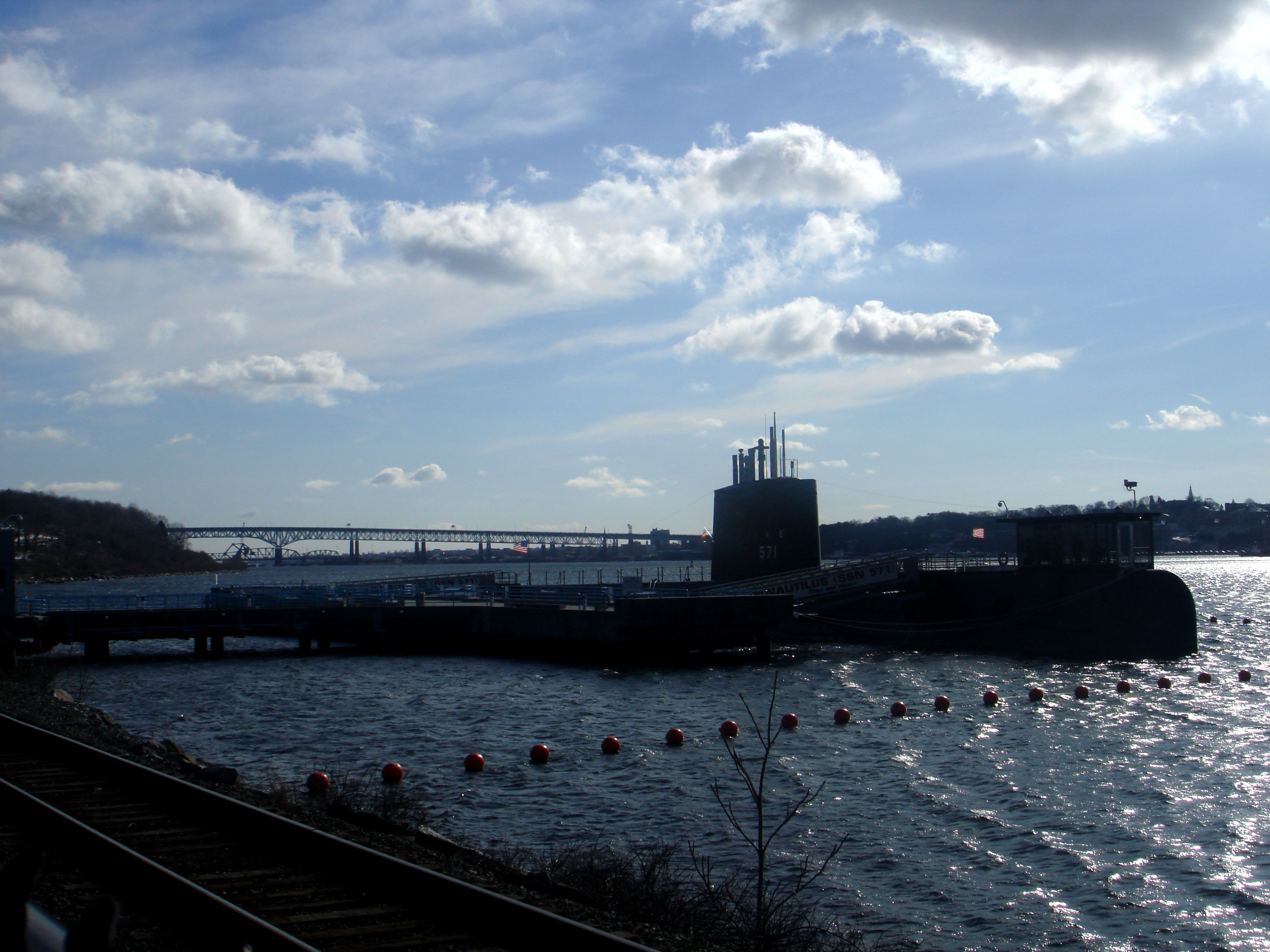
USS Nautilus в 2007

3 березня 1980 «Наутілус» було виведено з флоту ВМФ. Його активна служба тривала до 1979 року, він пройшов близько 490 770 морських миль (800 000 км), провів чотири ядерних дозаправки
- 1955—1957: 62 559 миль, з яких 36 498 миль під водою;
- 1957—1959: 91 325 миль;
- 1959—1967: 174 507 миль;
- 1967—1979: 162 382 миль.

Човен спочатку був призначений йти на злам, але в кінцевому рахунку 20 травня 1982 він був переданий музею на верфі в місті Гротон, а для того щоб адаптувати його до цієї ролі до 6 липня 1985 він був експонатом в «Музеї підводного флоту ВМС США» в Нью-Лондоні, штат Коннектикут.